# Leerattractie

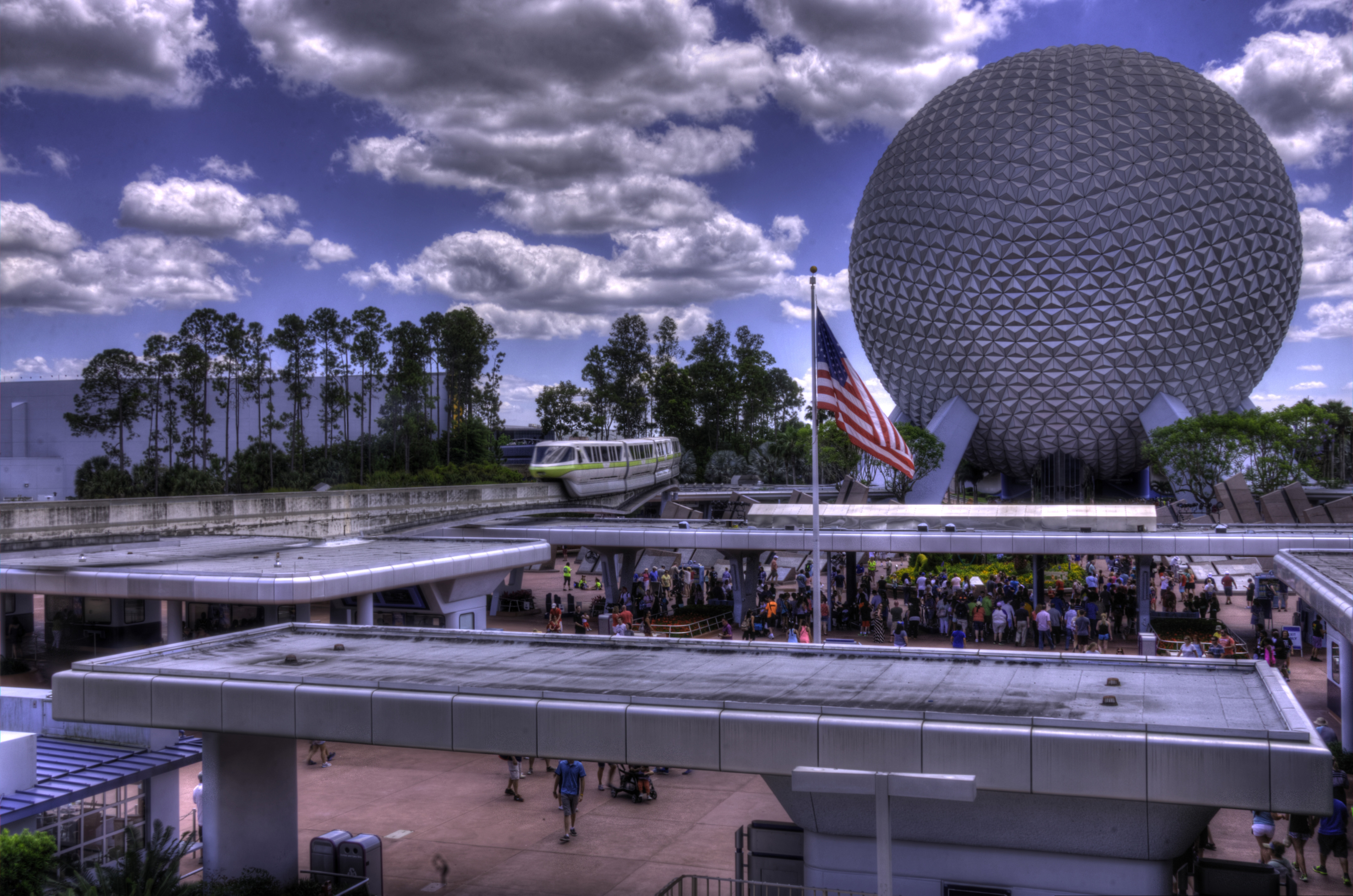
Leerattractie EPCOT

Een leerattractie is een term die verwijst naar de mate waarin een leerproces effectief is en intrinsiek motiverend werkt. De term leerattractie fungeert als metafoor voor een leergames of bezienswaardigheden binnen een pretpark over leren — een "leerpretpark" waarin leerprocessen gepresenteerd worden als thematische attracties (edutainment).

## Aspecten
Het begrip dient zowel betrekking te hebben op:
- de aantrekkelijkheid van leerinhouden of werkvormen;
- de effectiviteit, efficiëntie en retentiewaarde van het leerproces;
- als wel de fysieke of virtuele leeromgevingen die ontworpen zijn om leren boeiend, plezierig en uitnodigend te maken.

Een leerattractie kan bijvoorbeeld aantrekkelijk zijn qua vorm wanneer zij meerdere leerstijlen bedient en dus verschillende typen lerenden aanspreekt, maar dit betekent niet per se dat zij ook effectief is..
Leerattracties zijn vraaggericht in plaats van aanbodgericht: het leerdoel ligt niet vooraf vast en de lerende kiest zelf of en hoe hij deelneemt — vergelijkbaar met de vrije keuze van attracties in een pretpark (vrij leren). 

## Oorsprong en gebruik
In bredere zin wordt het concept leerattractie geassocieerd met inzichten uit de motivatiepsychologie, waaronder intrinsieke motivatie, onbewust leren, informeel leren, ondernemend leren, toepassingsgericht leren, ontwerpend leren, en modelleren. Het sluit nauw aan bij vormen van speels leren en gamification.
Binnen de leerachitectuur wordt gestreefd naar verhoging van leerattractie door het inzetten van interactieve, betekenisvolle en esthetisch aantrekkelijke leeromgevingen. Creatieve onderwijsvormen benutten hierbij spel, kunst, verbeelding en immersieve ervaringen. Leerattracties die (mede) vormgegeven worden door de lerenden zelf, sluiten aan bij het principe van zelf leren.
In een meer concrete zin verwijst leerattractie ook naar educatieve attracties: fysieke locaties of georganiseerde activiteiten die leren combineren met beleving en entertainment.

## Kenmerken
Typische kenmerken zijn:
- Interactief: bezoekers nemen actief deel in plaats van passief te observeren;
- Thematisch: de inhoud is rond één onderwerp georganiseerd, wat verdieping mogelijk maakt;
- Effectief: leren en vermaak worden bewust gecombineerd;
- Diversiteit: van musea en science centers tot erfgoedlocaties, scholen, culturele instellingen en natuurgebieden.
- Fysiek: Alles draait om een rijke, sensorisch geladen leerervaring, dus buiten leren in een natuurrijke omgeving speelt hierin een belangrijke rol.

Criteria die voor een leerattractie gelden zijn;
- Eigen regie en participatie
- Flexibiliteit
- Relevantie en zichtbaarheid
- Rijke en interactieve leeromgeving
- Reflectie
- Samenwerking en verbinding met de buitenwereld.
- Leerstijl bewust
- Integratie van leren, spel en zingeving
- Interne motivatie
- Creativiteit

Soorten:
- Presenterend
- Toepassend
- Onderzoekend
- Creërend

### Voorbeelden
- Science museums zoals NEMO Science Museum in Amsterdam: interactieve tentoonstellingen over natuurkunde, techniek en biologie.
- Historische locaties zoals het Anne Frank Huis: persoonlijke verhalen en objecten brengen de geschiedenis tot leven.
- Schoolafdelingen waarin men door te doen een aspect uit de werkelijkheid simuleert zoals het entreprenasium.
- Kunst- en cultuurcentra zoals het Van Gogh Museum: cultureel erfgoed gepresenteerd via educatieve programma’s.
- Natuurgebieden zoals nationale parken: educatie over ecologie, biodiversiteit en duurzaamheid.
- Belevingsattracties zoals The Upside Down Amsterdam: combineren educatie met zintuiglijke en visuele ervaringen.
- Wildlands (voorheen Noorder Dierenpark): waar oprichters Jan en Hélène Rensen leren als kern van de attractieve ervaring positioneerden.

## Voordelen
Leerattracties:
- vergroten betrokkenheid en nieuwsgierigheid;
- versterken door motivatie de duurzaamheid van het geleerde[6].
- verbinden leren met de echte wereld[7];
- stimuleren spelenderwijs leren en creatief denken[8].

## Nadelen
Critici wijze op het risico van oppervlakkigheid, waarbij het leerdoel ondergesneeuwd raakt door het entertainmentgehalte (infotainment). Er is ook discussie over de culturele afhankelijkheid van wat als 'aantrekkelijk' wordt ervaren, en over de moeilijk meetbare effecten op diepgaand leren.